# Amsterdam Internet Exchange
| Rok  | Špičkový provoz |
| ---- | --------------- |
| 2002 | 12 Gbit/s       |
| 2003 | 21 Gbit/s       |
| 2004 | 48 Gbit/s       |
| 2005 | 120 Gbit/s      |
| 2006 | 220 Gbit/s      |
| 2007 | 374 Gbit/s      |
| 2008 | 440 Gbit/s      |
| 2009 | 610 Gbit/s      |
| 2010 | 1 Tbit/s        |
| 2011 | 1,2 Tbit/s      |
| 2012 | 2 Tbit/s        |
| 2013 | 2,5 Tbit/s      |
| 2014 | 3.3 Tbit/s      |

AMS-IX (Amsterdam Internet Exchange) je peeringové centrum v Amsterdamu s nejvyšším datovým tokem v Evropě.
Redundance na páteřních switchích je řešena protokolem VSRP (Virtual Switch Redundancy Protocol).

## Propojovací místa
- SARA
- NIKHEF
- GlobalSwitch
- Telecity II